# 长明火

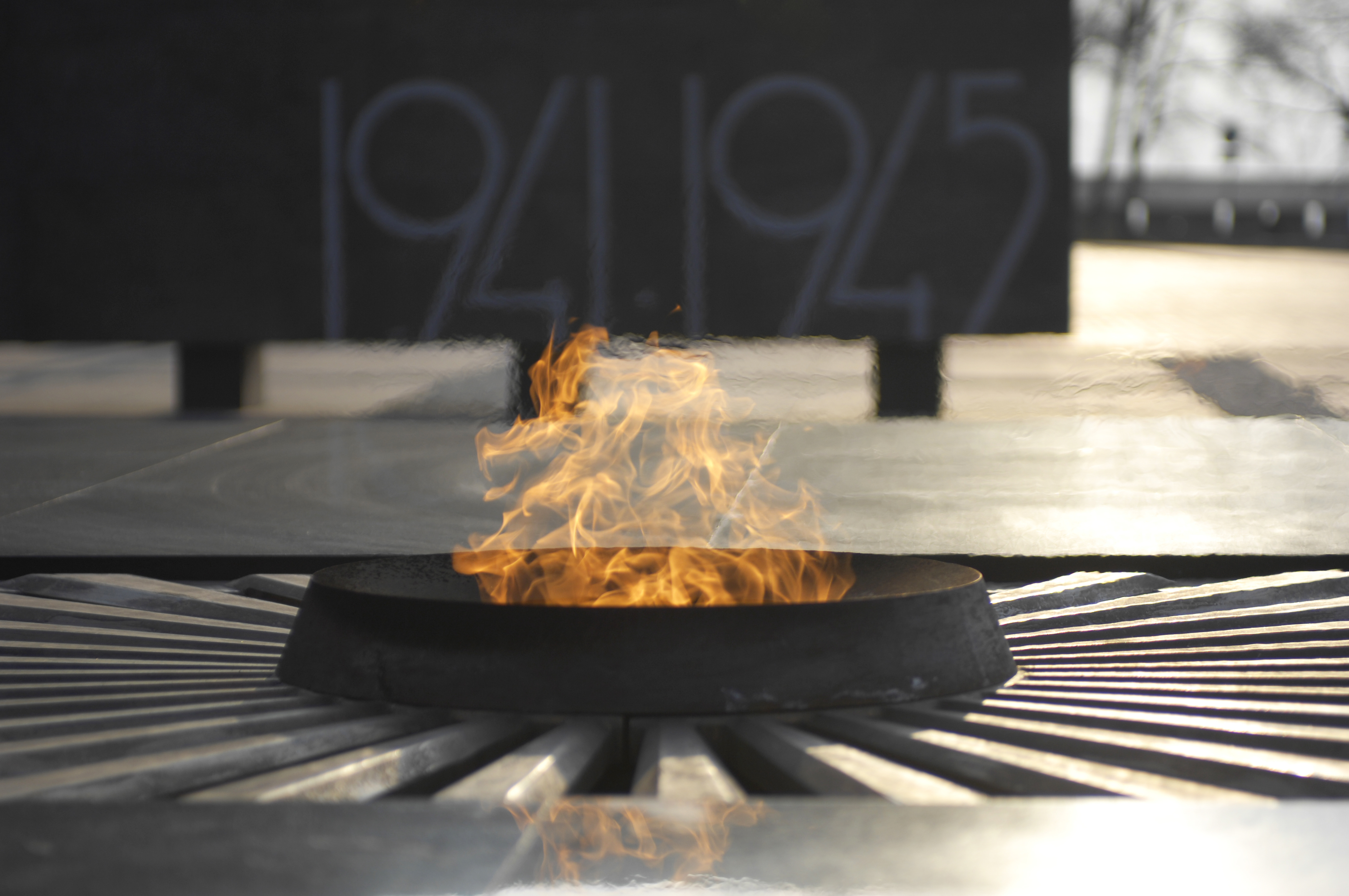
下諾夫哥羅德克里姆林紀念第二次世界大戰陣亡的蘇聯士兵而裝設的無名烈士墓。

长明火是指長久不熄的火篝，通常是出於特定意義（如無名烈士墓）而人為設立的燈火設施，常年點燃保持不滅。
在印度、中國、埃及、希臘、意大利、英国、爱尔兰和法国等地古代流傳著長明火的故事。
《史記》記載，秦始皇陵有以人魚膏製成的長明火燈盞，有人認為這是鯨魚腦油製成的蠟燭。《隋唐嘉話》記載，江寧縣某寺有一長明火，歷歲久遠，火色純青而不熱，自晉至唐，凡五百餘年，長明不滅。西雙版納傣族寺院僧人視龍腦香為「神樹」，以其油脂點長明燈。
古人尚未掌握現代科學知識，因此會認為長明火是永久燃燒不會熄滅的，但是根據現代已知的能量守恆定律，在沒有外部燃料供給的情況下，沒有長明火能夠永久燃燒。另外，陵墓封閉後，墓內氧氣消耗完畢之後，由於沒有氧氣，即使仍有可燃物，長明火也會熄滅。現代的長明火都是採用科技手段使其有長期的外部能源供應以保證其持續不滅。
自然界中，天然氣田或煤田，若因自然原因或人為原因而被點燃，就會長期燃燒，燃燒時間可達數百年。